# 1997 en Suisse
Chronologie de la Suisse
- 1993
- 1994
- 1995
- 1996
- 1997
- 1998
- 1999
- 2000
- 2001

## Gouvernement au1erjanvier 1997
- Conseil fédéral[1]:
  - Arnold Koller, (PDC/AI), président de la Confédération
  - Moritz Leuenberger, (PS/ZH), vice-président de la Confédération
  - Kaspar Villiger, (PRD/LU)
  - Jean-Pascal Delamuraz, (PRD/VD)
  - Flavio Cotti, (PDC/TI)
  - Adolf Ogi, (UDC/BE)
  - Ruth Dreifuss, (PS/GE)

## Évènements

### Janvier
Lundi 6 janvier 
- Sortie de La Quotidiana, premier quotidien en langue romanche, paraissant à Coire (GR).

 Jeudi 23 janvier 
- Le premier avion de combat F/A-18 monté en Suisse est remis aux Forces aériennes suisses.

 Vendredi 24 janvier 
- Manifestation, à Fribourg, contre la fermeture de la Brasserie Cardinal, qui devrait cesser son activité à fin 1998 après son rachat par le groupe Feldschlösschen-Hürlimann Holding.

### Février
Dimanche 2 février 
- Élection complémentaire au Conseil d'État vaudois. Jacqueline Maurer (PRD) est élue pour occuper le siège de Jacques Martin, démissionnaire.

 Mardi 4 février 
- Inauguration du tunnel d'accès à la vallée de Viège (VS), d’une longueur de 3,3 km.

 Lundi 24 février 
- Décès de l'alpiniste Raymond Lambert.

### Mars
Dimanche 2 mars 
- Élections cantonales en Valais. Le seul élu lors du 1er tour de l'élection au Conseil d'État est Wilhelm Schnyder (PDC).

 Lundi 3 mars 
- Jacqueline Fendt est désignée comme présidente de la direction générale de la manifestation pour l'Exposition nationale suisse de 2002.

 Mercredi 5 mars 
- Dans le cadre de l’affaire des biens placés en Suisse avant, pendant et immédiatement après la Seconde Guerre mondiale, le conseiller fédéral Arnold Koller, président de la Confédération, annonce la création d’un Fonds de solidarité alimenté par les réserves d’or de la BNS.

 Dimanche 16 mars 
- Élections cantonales en Valais. Les quatre élus lors du 2e tour de l'élection au Gouvernement cantonal sont Serge Sierro (PRD), Peter Bodenmann (PSS), Jean-René Fournier (PDC) et Jean-Jacques Rey-Bellet (PDC). M. Bodenmann est le premier socialiste à siéger au gouvernement valaisan.
- Début des championnats du monde de patinage artistique à Lausanne.

 Jeudi 27 mars 
- Pour la cinquième fois de son histoire, le CP Berne devient champion de Suisse de hockey-sur-glace.
- Décès, à Chandolin, de la journaliste et photographe Ella Maillart.

### Avril
Vendredi 4 avril 
- Inauguration de la gare de Lausanne après cinq ans de travaux qui ont coûté 60 millions de francs.

 Dimanche 6 avril 
- Élection complémentaire à Glaris. Robert Marti (UDC) est élu au Gouvernement cantonal.

 Mardi 8 avril 
- Incendie dans un dépôt de pneus à Payerne. Deux pompiers périssent dans leur mission.
- Mise en circulation du nouveau billet de 10 francs, orné du portrait du Corbusier.

 Dimanche 6 avril 
- Élections cantonales à Neuchâtel. Trois candidats sont élus au 1er tour : Thierry Béguin (PRD), Pierre Hirschy (PLS) et Jean Guinand (PLS). Seuls candidats pour le deuxième tour, Monika Dusong (PSS) et Francis Matthey (PSS) sont élus tacitement.

 Samedi 19 avril 
- Décès à Appenzell, à l’âge de 82 ans, du peintre Carl Walter Liner.

### Mai
Dimanche 4 mai 
- Élections cantonales à Soleure. Les cinq élus au Gouvernement cantonal sont Ruth Gisi (PRD), Christian Wanner (PRD), Thomas Wallner (PDC), Walter Straumann (PDC) et Rolf Ritschard (PSS).

 Mardi 20 mai 
- 10 000 ouvriers du bâtiment manifestent sur la place Fédérale à Berne à l’occasion de la Journée européenne d’action pour l’emploi.

 Mardi 27 mai 
- Décès à Zurich, à l’âge de 72 ans, de Fritz Leutwiler, ancien président de la Banque nationale suisse.

### Juin
Lundi 2 juin 
- Premier numéro du quotidien Die Südostschweiz publié à Coire (GR).

 Mercredi 4 juin 
- Le FC Sion s’adjuge, pour la deuxième fois de son histoire, le titre de champion de Suisse de football.

 Jeudi 5 juin 
- Peter Brabeck est nommé au poste d'administrateur-délégué de Nestlé.

 Vendredi 6 juin 
- Vernissage de l’exposition consacrée au peintre espagnol Joan Miró à la Fondation Pierre Gianadda à Martigny.

 Dimanche 8 juin 
- Votations fédérales. Le peuple rejette, par 1 189 440 non (74,1 %) contre 416 720 oui (25,9 %), l'initiative populaire « Négociations d'adhésion à l'UE : que le peuple décide ! ».
- Votations fédérales. Le peuple rejette, par 1 243 869 non (77,5 %) contre 416 720 oui (25,9 %), l'Initiative populaire « pour l'interdiction d'exporter du matériel de guerre ».
- Votations fédérales. Le peuple approuve, par 1 268 162 oui (82,2 %) contre 275 049 non (17,8 %), l’arrêté fédéral concernant la suppression de la régale des poudres.

 Jeudi 19 juin 
- Le Français Christophe Agnolutto remporte le Tour de Suisse cycliste

 Samedi 21 juin 
- Assemblée constitutive à Zurich du Parti chrétien-social suisse, par les représentants des partis cantonaux du Jura, de Fribourg et de Lucerne, ainsi que de celui de la ville de Zurich.

### Juillet
Vendredi 4 juillet 
- Migros rachète la chaîne de grands magasins Globus, ainsi que sa filiale ABM.

 Mercredi 23 juillet 
- Décès de Christian Defaye, journaliste à la Télévision suisse romande.

### Août
Vendredi 1er août 
- La direction culturelle de l'Exposition nationale suisse de 2002 est confiée à l'artiste Pipilotti Rist.

 Lundi 11 août 
- Fusion du groupe Crédit suisse et de la compagnie d’assurances Winterthur.

 Vendredi 15 août 
- Les intempéries causant pour plus de 100 millions de francs de dégâts à Sachseln (OW).

 Lundi 18 août 
- Décès de Rolf Knie, qui, avec son frère Fredy, dirigea le Cirque Knie de 1941 à 1986.

 Lundi 25 août 
- Décès à Tours, à l’âge de 78 ans, du romancier Robert Pinget.

 Dimanche 31 août 
- Début des Championnats du monde de gymnastique artistique à Lausanne.

### Septembre
Mardi 2 septembre 
- Visite d'État du président sud-africain Nelson Mandela durant quatre jours.

 Jeudi 4 septembre 
- Le Sillon romand, hebdomadaire édité à Lausanne par le groupe Edipresse, prend le nom de Terre & nature.

 Lundi 8 septembre 
- Visite officielle de Kofi Annan, secrétaire général de l’ONU.

 Mercredi 17 septembre 
- Ouverture du 78e Comptoir suisse à Lausanne, dont les hôtes d’honneur sont le canton du Tessin et la Radio suisse romande, qui fête son 75e anniversaire.

 Mardi 23 septembre 
- Décès à Berne, à l'âge de 92 ans, du journaliste parlementaire et historien Hermann Böschenstein.

 Mercredi 24 septembre 
- Le Conseil des États réduit le délai de protection des archives de 35 à 30 ans. Il le porte à 50 ans pour les données personnelles sensibles, telles que celles concernées par l’affaire des fonds en déshérence.

 Dimanche 28 septembre 
- Votations fédérales. Le peuple rejette, par 931 457 non (50,9 %) contre 901 361 oui (49,2 %), l’arrêté fédéral sur le financement de l'assurance-chômage.
- Votations fédérales. Le peuple rejette, par 1 314 060 non (70,7 %) contre 545 713 oui (29,3 %), l'initiative populaire « Jeunesse sans drogue ».

### Octobre
Mercredi 1er octobre 
- Mise en circulation du nouveau billet de 200 francs, orné du portrait de Charles-Ferdinand Ramuz.
- Télécom PTT, la branche des télécommunications des PTT devient Swisscom.

 Mardi 21 octobre 
- Ouverture du musée de la Fondation Beyeler à Riehen (BL).

### Novembre
Dimanche 16 novembre 
- Élections cantonales à Genève. Guy-Olivier Segond (PRD), Micheline Calmy-Rey (PSS), Laurent Moutinot (PSS), Gérard Ramseyer (PRD), Robert Cramer (Les Verts), Martine Brunschwig Graf (PLS) et Carlo Lamprecht (PDC) sont élus lors du 1er tour.

 Lundi 17 novembre 
- 36 touristes suisses figurent parmi les 66 victimes tuées lors du massacre de Louxor.

 Samedi 29 novembre 
- Dernier numéro du quotidien de gauche Berner Tagwacht, publié à Berne.

### Décembre
Lundi 8 décembre 
- Fusion de l'UBS et de la SBS pour donner naissance à UBS.

 Mercredi 31 décembre 
- Dernière parution du quotidien Die Ostschweiz, à Saint-Gall.

## Naissances en 1997
Lundi 10 mars 
- Belinda Bencic, joueuse de tennis.